# Meykhana
La meykhana (azéri : Meyxana) est une tradition littéraire et folklorique azerbaïdjanaise distincte qui consiste en une chanson non accompagnée interprétée par une ou plusieurs personnes improvisant sur un sujet particulier,. La meykhana se distingue du spoken word par le fait qu'elle est interprétée en rythme.
La meykhana est souvent comparée au hip-hop, également connue sous le nom de rap national parmi les résidents azerbaïdjanais, car elle comprend également des interprètes qui s'expriment de manière lyrique, en rimes et en vers, généralement sur un rythme instrumental ou synthétisé. Les interprètes utilisent également du synthétiseur, de la boîte à rythmes, et de groupes live. Les maîtres de la meykhana peuvent écrire, mémoriser ou improviser leurs paroles et interpréter leurs œuvres a cappella ou sur un rythme. 

## Étymologie
Le nom du genre vient du persan traditionnel meykhane (« taverne, pub »), lui-même issu des mots persans mey (vin) et khane (maison). Les interprètes professionnels de meykhana sont connus sous le nom de Söz Ustadı (maîtres du verbe) en azerbaïdjanais, également appelés les maîtres de meykhana.